# 7682 Miura
7682 Miura è un asteroide della fascia principale. Scoperto nel 1997, presenta un'orbita caratterizzata da un semiasse maggiore pari a 2,6658658 UA e da un'eccentricità di 0,2073599, inclinata di 6,01298° rispetto all'eclittica.